# 対馬市立久田中学校

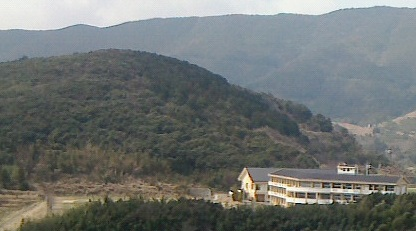
遠景

対馬市立久田中学校（つしましりつ くたちゅうがっこう, Tsushima City Kuta Junior High School）は、長崎県対馬市厳原町久田にある公立中学校。

## 概要
歴史
1947年（昭和22年）の学制改革により開校した。2022年（令和4年）に創立75周年を迎えた。
校訓
「誠実」
校章
3方向にのびる稲穂の絵の上に校名の「久田」の文字（縦書き）を置いている。
校歌
久田小学校との併設を解消し、3校統合（久田中・内山分校・久和中）により校舎が完成した1993年（平成5年）に新しく制定された。作詞は平山益實、作曲は西島和幸による、両番とも校名の「久田中学校」で終わる。
校区
住所表記で対馬市厳原町の後に「久田、白子、堀田、尾浦、安神、内山、桃木、久和、与良内院、豆酘内院」が続く地区。小学校区は対馬市立久田小学校。

## 沿革
- 1947年（昭和22年）
  - 4月1日 - 学制改革（六・三制の実施）
    - 旧・久田村国民学校の初等科が改組され、久田村立久田小学校となる。
    - 旧・久田村国民学校の高等科が改組され、「久田村立久田中学校」（新制中学校）となり、久田小学校に併設される。
      - ただし、久田・白子・堀田・尾浦・安神地区以外の生徒は各地区の久田小学校分校で授業を受けることとなる。

  - 9月8日 - 2学期となり、分校生徒が以下の中学校に配属される。
    - 瀬[注 1]分校 - 豆酘村立豆酘中学校（久田村が隣村の豆酘村へ委託）
    - 内院[注 2]分校 - 豆酘村立浅藻中学校[注 3] （久田村が隣村の豆酘村へ委託）
    - 内山分校 - 久田村立久田中学校（本校）。
- 1948年（昭和23年）
  - 1月 - 久和分校の生徒が久田中学校（本校）へ通うこととなる。
  - 7月21日 - PTAが発足。
  - 9月16日 - 久和地区の生徒が通学困難として、久和分校の設置が認可される。
- 1950年（昭和25年）
  - 3月18日 - 学校林として、向山に杉2,000本を植樹。
  - 9月17日 - 乙和田津美神社奥地に久和分校の校舎が完成。
- 1951年（昭和26年）2月11日 - 電灯が設置。
- 1952年（昭和27年）
  - 4月1日 - 内山分校を設置。
  - 4月25日 - 内山分校の校舎が完成。
- 1956年（昭和31年）
  - 4月1日 - 久和分校と内院分校が統合の上、久田村立和内中学校[注 4]として分離・独立。
  - 9月30日 - 久田村が厳原町に編入され、「厳原町立久田中学校」に改称。
- 1957年（昭和32年）11月1日 - 竹の隈432番地に新校舎が完成し、移転。
- 1959年（昭和34年）7月18日 - ピアノを購入。
- 1960年（昭和35年）4月11日 - テレビが寄贈される。
- 1961年（昭和36年）7月20日 - 8mm映写機を購入。
- 1962年（昭和37年）
  - 9月9日 - 給食室が完成。
  - 9月16日 - 技術科教室が完成。
- 1964年（昭和39年）
  - 6月9日 - 校旗を制定。
  - 9月1日 - 小中共通の校歌を制定。
- 1966年（昭和41年）7月6日 - 完全給食を開始。
- 1967年（昭和42年）7月6日 - 水害で臨時休校とする。
- 1968年（昭和43年）
  - 3月20日 - 明治百年記念植樹を実施。明治百年記念池が完成。
  - 5月4日 - 家庭学級を開設。
  - 8月16日 - 台風7号により、被害を受ける。
- 1971年（昭和46年）11月8日 - 土俵が完成。
- 1991年（平成3年）4月1日 - 久田小学校との併設を解消し、独立。
- 1993年（平成5年）
  - 3月31日 - 内山分校を廃止し、本校に統合。
  - 4月1日 - 厳原町立久和中学校[注 4]を統合。新校歌を制定。
  - 4月18日 - 新校舎が完成。
- 2002年（平成14年）4月1日 - 厳原町立内院中学校[注 4]を統合。
- 2004年（平成16年）3月1日 - 対馬市の発足に伴い、「対馬市立久田中学校」（現校名）となる。
- 2020年（令和2年）9月 - 台風9号により、体育館の屋根が吹き飛び、被害を受ける[2]。
- 2026年（令和8年）4月1日 - 対馬市立豆酘中学校を統合（予定）[3]。

## アクセス
最寄りのバス停
- 対馬交通 「久田」バス停

最寄りの県道
- 長崎県道24号厳原豆酘美津島線

## 周辺
- 対馬市立久田幼稚園
- 対馬市立久田小学校
- 厳原久田簡易郵便局
- 厳原総合公園野球場
- 厳原自動車教習所
- 厳原自動車検査登録事務所
- ダシ山（標高314m）
- 久田川
- 嗚呼難儀坂（あなぎざか）